# امریخ دو واتل

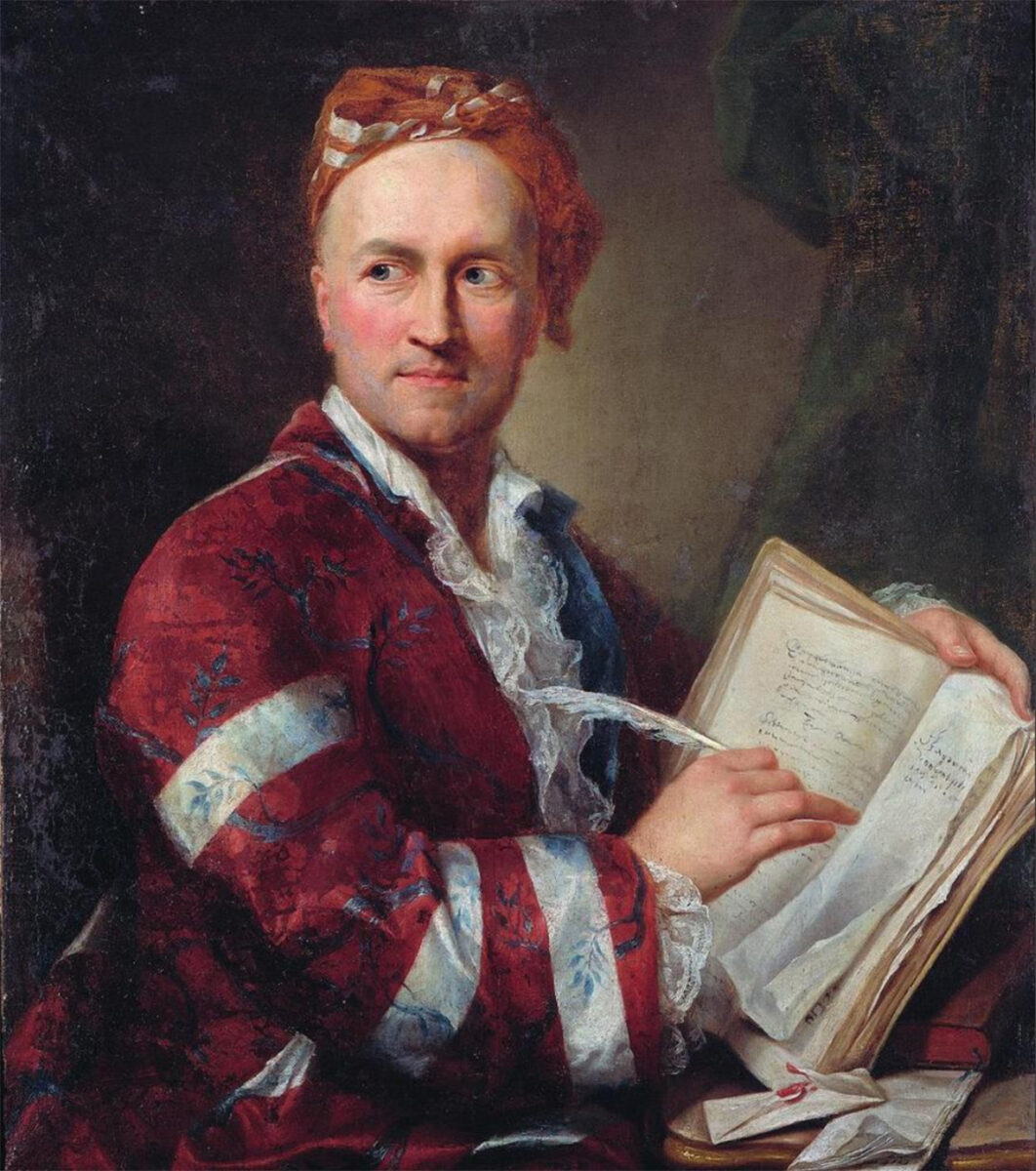

امریخ دو واتل (۲۵ آوریل ۱۷۱۴–۲۸ دسامبر ۱۷۶۷) فیلسوف، دیپلمات، و حقوق‌دان سوییسی بود. او را به عنوان بنیان‌گذار حقوق بین‌الملل و فلسفه سیاسی نوین می‌شناسند.
دو واتل پس از جنگ هفت ساله با استمداد از نظریات توسیدید در کتاب تاریخ جنگ‌های پلوپنزی نظریه موازنه قوا را احیا کرد چرا که هیچ‌یک از قدرت‌های اروپایی نتوانسته بود دیگری را از صحنه خارج کند.

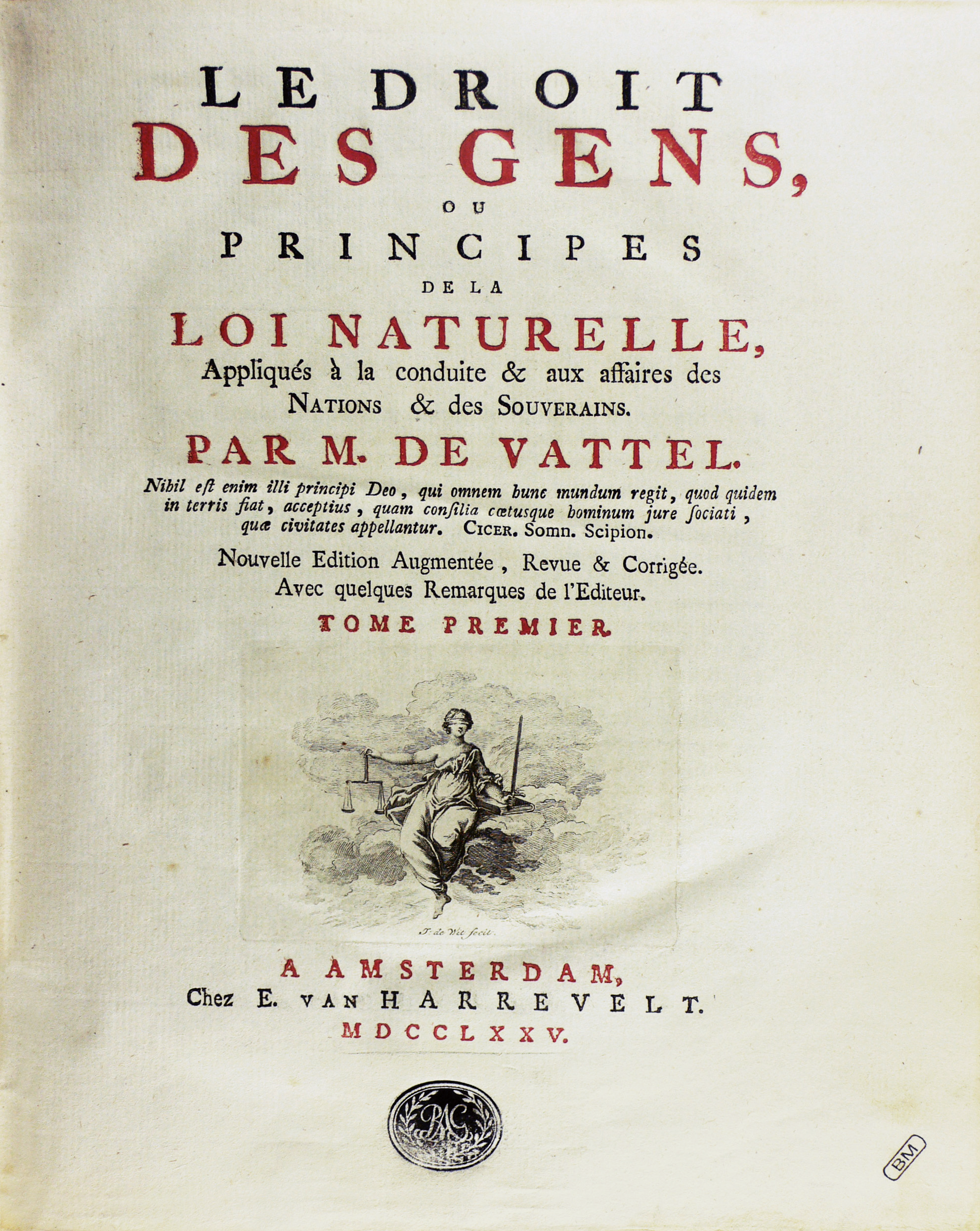
حقوق ملل، ۱۷۷۵.